# Wien-Umgebung
Bezirk Wien-Umgebung là một huyện của bang của Hạ Áo ở Áo.

## Các đô thị
Các khu ngoại vi, làng và các đơn vị khác của một đô thị được hiển thị bằng chữ nhỏ.
- Ebergassing
  - Ebergassing, Wienerherberg
- Fischamend
  - Fischamend-Dorf, Fischamend-Markt
- Gablitz
- Gerasdorf bei Wien
  - Gerasdorf, Föhrenhain, Kapellerfeld, Oberlisse, Seyring
- Gramatneusiedl
- Himberg
  - Himberg, Velm, Pellendorf, Gutenhof
- Klein-Neusiedl
- Klosterneuburg
  - Höflein an der Donau, Kierling, Klosterneuburg, Kritzendorf, Maria Gugging, Weidling, Weidlingbach
- Lanzendorf
- Leopoldsdorf
- Maria Lanzendorf
- Mauerbach
  - Hainbuch, Mauerbach, Steinbach
- Moosbrunn
- Pressbaum
  - Au am Kraking, Pfalzau, Pressbaum, Rekawinkel
- Purkersdorf
- Rauchenwarth
- Schwadorf
- Schwechat
  - Kledering, Mannswörth, Rannersdorf, Schwechat
- Tullnerbach
  - Irenental, Tullnerbach-Lawies, Untertullnerbach
- Wolfsgraben
- Zwölfaxing